# Ост-Индская и Китайская станция
Ост-Индская и Китайская станция (англ. East Indies and China Station) — название Ост-Индской станции Королевского флота, в период с 1831 по 1865 годы.
В зону её ответственности входили Индийский океан, прибрежные воды Китая и китайские судоходные реки. В 1865 году из неё была выделена самостоятельная Китайская станция.

## Главнокомандующие
- 1831—1834 — вице-адмирал Джон Гор
- 1834—1837 — контр-адмирал Томас Кэйпел
- 1837—1840 — контр-адмирал Фредерик Мэйтленд
- январь 1840 — ноябрь 1840 контр-адмирал Джеймс Бремер
- июль 1840 — ноябрь 1840 контр-адмирал Джордж Эллиот
- ноябрь 1840 — октябрь 1841 контр-адмирал Джеймся Бремер
- 1841—1844 — контр-адмирал Уильям Паркер
- 1844—1846 — контр-адмирал Томас Кохрейн
- 1846—1848 — контр-адмирал Сэмюэл Инглефилд
- 1848—1849 — контр-адмирал Фрэнсис Кольер
- 1850—1852 — контр-адмирал Чарльз Остин
- 1852—1854 — контр-адмирал Флитвуд Пелью
- 1854—1856 — контр-адмирал Джеймс Стирлинг
- 1856—1859 — контр-адмирал Майкл Сеймур
- 1859—1862 — контр-адмирал Джеймс Хоуп
- 1862—1864 — контр-адмирал Огастес Купер
- 1864—1865 — контр-адмирал Джордж Кинг